# Paula Pareto
Paula Belén Pareto (San Fernando, 16 de enero de 1986) es una médica y judoca argentina. Fue campeona mundial en 2015, ganadora de una medalla de bronce en los Juegos Olímpicos de Pekín 2008 y de una medalla de oro en los Juegos Olímpicos de Río de Janeiro 2016.
Se convirtió en la primera mujer argentina en ser campeona olímpica y la primera deportista argentina que ganó dos medallas olímpicas en disciplinas individuales. Su entrenadora fue Laura Martinel.  En 2021, se convirtió en la primera argentina en portar la bandera olímpica en la ceremonia de apertura de los Juegos Olímpicos de Tokio 2020, representando al continente americano.

## Carrera en judo
Pareto comenzó a practicar judo a los nueve años junto a su hermano menor  (tiene además una hermana mayor), y hasta los Juegos Olímpicos de Londres 2012 representó al Club Estudiantes de La Plata. Fue becada por la Secretaría de Deportes de la Nación de su país.
El 19 de noviembre de 2014, Paula ganó la medalla de plata en la categoría de hasta 48 kg en el Gran Premio de Judo de Qingdao, China.
En agosto de 2015, se consagró campeona en el Campeonato Mundial de Astaná, Kazajistán, al vencer a la japonesa Haruna Asani en la categoría hasta 48 kg. Y, el 22 de diciembre de ese mismo año, fue galardonada con el Premio Olimpia de oro a la mejor deportista del año.
El 21 de agosto de 2016, luego de consagrarse campeona olímpica al derrotar a la surcoreana Jeong Bo-Kyeong, fue elegida abanderada de la delegación argentina en la ceremonia de clausura de los Juegos Olímpicos de Río de Janeiro.
En 2021, se sumó a la delegación olímpica Argentina, y disputó sus cuartos Juegos Olímpicos, anunciando su retiro luego de quedar eliminada en la ronda de clasificación.
A lo largo de su carrera, participó en cuatro Juegos Olímpicos de Verano entre 2008 y 2016, obteniendo una medalla de bronce en Pekín 2008, diploma olímpico en Londres 2012 (donde finalizó quinta) y la medalla de oro en Río de Janeiro 2016. En los Juegos Panamericanos, consiguió tres medallas entre 2007 y 2015.
Ganó tres medallas en el Campeonato Mundial de Judo entre 2014 y 2018, y trece medallas en el Campeonato Panamericano de Judo, entre 2005 y 2020.

## Palmarés internacional
| Juegos Olímpicos        | Juegos Olímpicos           | Juegos Olímpicos  | Juegos Olímpicos |
| Año                     | Lugar                      | Medalla           | Categoría        |
| ----------------------- | -------------------------- | ----------------- | ---------------- |
| 2008                    | Pekín (China)              | Medalla de bronce | –48 kg           |
| 2016                    | Río de Janeiro (Brasil)    | Medalla de oro    | –48 kg           |
| Campeonato Mundial      |                            |                   |                  |
| Año                     | Lugar                      | Medalla           | Categoría        |
| 2014                    | Cheliábinsk (Rusia)        | Medalla de plata  | –48 kg           |
| 2015                    | Astaná (Kazajistán)        | Medalla de oro    | –48 kg           |
| 2018                    | Bakú (Azerbaiyán)          | Medalla de bronce | –48 kg           |
| Juegos Panamericanos    |                            |                   |                  |
| Año                     | Lugar                      | Medalla           | Categoría        |
| 2007                    | Río de Janeiro (Brasil)    | Medalla de bronce | –48 kg           |
| 2011                    | Guadalajara (México)       | Medalla de oro    | –48 kg           |
| 2015                    | Toronto (Canadá)           | Medalla de plata  | –48 kg           |
| Campeonato Panamericano |                            |                   |                  |
| Año                     | Lugar                      | Medalla           | Categoría        |
| 2005                    | Caguas (Puerto Rico)       | Medalla de plata  | –44 kg           |
| 2008                    | Miami (Estados Unidos)     | Medalla de bronce | –48 kg           |
| 2009                    | Buenos Aires (Argentina)   | Medalla de oro    | –48 kg           |
| 2010                    | San Salvador (El Salvador) | Medalla de bronce | –48 kg           |
| 2011                    | Guadalajara (México)       | Medalla de oro    | –48 kg           |
| 2013                    | San José (Costa Rica)      | Medalla de bronce | –48 kg           |
| 2014                    | Guayaquil (Ecuador)        | Medalla de bronce | –48 kg           |
| 2015                    | Edmonton (Canadá)          | Medalla de plata  | –48 kg           |
| 2016                    | La Habana (Cuba)           | Medalla de plata  | –48 kg           |
| 2017                    | Ciudad de Panamá (Panamá)  | Medalla de oro    | –48 kg           |
| 2018                    | San José (Costa Rica)      | Medalla de oro    | –48 kg           |
| 2019                    | Lima (Perú)                | Medalla de oro    | –48 kg           |
| 2020                    | Guadalajara (México)       | Medalla de oro    | –48 kg           |

## Carrera en medicina
El 9 de enero de 2014, se recibió de médica en la Universidad de Buenos Aires. Comenzó a ejercer su profesión en el Hospital de San Isidro, donde completó su residencia como traumatóloga en 2021.

## Premios
- Premio Konex de Platino a mejor Deportista Destacada de la última década (2010).[16]
- Olimpia de oro (2015)[17]
- Olimpia de plata (2019)[18]
- Premio Konex de Platino en Judo, Lucha y Artes Marciales (2020).[19][20]
- Premio Community Hero 2019-2020, otorgado por la Federación Internacional de Judo.[21]
- Premio Martín Fierro Federal (2024), otorgado por la Asociación de Periodistas de la Televisión y la Radiofonía Argentinas (APTRA).